# Aaron Paquette
Pour les articles homonymes, voir Paquette.
Aaron Paquette (né en 1974) est un auteur, artiste, conférencier et homme politique canadien en Alberta. Il représente le district électoral de Dene dans le conseil municipal d'Edmonton depuis 2017.
D'origines métisses, cris, cayuses et norvégienne, Paquette est le récipiendaire du prix littéraire Burt Award for First Nations, Inuit and Métis Literature (en) en 2015 pour ses débuts en littérature jeunesse avec la nouvelle Lightfinder. En tant que peintre, il participe au programme d'art public et de murales de la Government Centre station (en) d'Edmonton. Il crée aussi des images emblématiques pour le mouvement Idle No More. Ses œuvres sont aussi exposées au Musée canadien pour les droits de la personne, ainsi que dans plusieurs écoles et lieux publics d'Edmonton. Il est également présent dans le programme des documentaires From the Spirit.

## Politiques
Candidat néo-démocrate dans la circonscription d'Edmonton Manning lors des élections fédérales de 2015, il est défait par le conservateur Ziad Aboultaif.
En 2017, il est élu conseiller municipal du Ward 4, situé dans les quartiers nord-est d'Edmonton Manning et de Clareview (en). Il est réélu dans le district renommé Dene en 2021,